# O trio em mi bemol
O trio em mi bemol es una película de dramática portuguesa dirigida por Rita Azevedo Gomes.
La película tuvo su estreno mundial en la sección oficial (competencia internacional) de la 37.ª edición del Festival Internacional de Cine de Mar del Plata.

## Sinopsis
Entre charlas sobre amores y música clásica, Paul y Adélia recuerdan su pasado como novios y dejan al descubierto todo aquello que los unió y, sobre todo, las diferencias que provocaron el abrupto final. Pero las reuniones comienzan a ser interrumpidas por el rodaje de una película sobre la ¿ficticia? pareja. La presencia del director devela un artificio que tiende a diluirse en el espectador, secuencia tras secuencia, gracias a las hipnóticas conversaciones entre Paul y Adélia.

## Elenco
- Pierre Léon como Paul
- Rita Durão como Adélia
- Ado Arrieta como Jorge